# Rob Oliver
Rob Oliver (Owosso, 25 de março de 1977) é um animador, roteirista e diretor de televisão estadunidense. Atualmente é diretor técnico da série animada Os Simpsons. Ele trabalha para a DPS Film Roman, empresa que atualmente produz a animação para o seriado. Foi contratado pouco depois de um ano após graduar-se na Escola Secundária de Owosso em 1995. Oliver recebeu quatro indicações e venceu um Prêmio Emmy do Primetime na categoria Melhor Programa Animado por seu trabalho em Os Simpsons.

## Créditos

### Episódios deOs Simpsons
Oliver dirigiu os seguintes episódios:
- "The Boys of Bummer" (2007)
- "Funeral for a Fiend" (2007)
- "The Good, the Sad and the Drugly" (2009)
- "Rednecks and Broomsticks" (codirigido com Bob Anderson, 2009)
- "Holidays of Future Passed" (2011)
- "Adventures in Baby-Getting" (2012)
- "Treehouse of Horror XXIV" (2013)
- "Blazed and Confused" (2014)
- "Sky Police" (2015)
- "Puffless" (2015)
- "Barthood" (2015)
- "The Burns Cage" (2016)
- "The Town" (2016)
- "The Nightmare After Krustmas" (2016)
- "Kamp Krustier" (2017)
- "The Serfsons" (2017)
- "Gone Boy" (2017)
- "Forgive and Regret" (2018)
- "My Way or the Highway to Heaven" (2018)
- "Mad About the Toy" (2019)
- "E My Sports" (2019)
- "Marge the Lumberjill" (2019)
- "Thanksgiving of Horror" (2019)
- "Better Off Ned" (2020)
- "I, Carumbus" (2020)
- "Sorry Not Sorry" (2020)
- "Yokel Hero" (2021)
- "The Star of the Backstage" (2021)
- "Mothers and Other Strangers" (2021)
- "My Octopus and a Teacher" (2022)
- "Treehouse of Horror XXXIII" (2022)

Ele também foi Diretor Adicional de Sequência em Os Simpsons: O Filme